# Hit Parade (Róisín Murphy)
Hit Parade è il sesto album in studio solista della cantante irlandese Róisín Murphy, pubblicato l'8 settembre 2023 tramite Ninja Tune. È stato prodotto da DJ Koze ed è stato preceduto dai singoli CooCool, Can't Replicate (esclusivamente come singolo da 12 pollici), The Universe, Fader e You Kne. CooCool è stato rilasciato insieme all'annuncio di Murphy di aver firmato con Ninja Tune. Murphy suonerà spettacoli selezionati in Nord America dopo l'uscita dell'album.

## Tracce
1. What Not to Do – 5:02 (DJ Koze, Mad Professor, Róisín Murphy)
2. CooCool – 4:31 (Koze, Mike James Kirkland, Murphy)
3. The Universe – 4:05 (Dirk Berger, Koze, Murphy)
4. Hurtz So Bad – 4:37 (Koze, Murphy)
5. The House – 3:32 (Koze, Murphy)
6. Spacetime – 0:30 (Koze, Murphy, Tadhg Properzi)
7. Fader – 4:23 (Lawrence Gordon, Wayne Kaliff Gordon, Koze, Murphy, Derek Nievergelt)
8. Free Will – 6:22 (Koze, Murphy)
9. You Knew – 7:16 (KozeMad Professor, Murphy)
10. Can't Replicate – 7:28 (Koze, Murphy)
11. Crazy Ants Reprise – 1:28 (Koze, Murphy)
12. Two Ways – 4:26 (Koze, Murphy)
13. Eureka – 4:43 (Koze, Murphy)